# Федоренко Іван Олександрович
Іва́н Олекса́ндрович Федоренко — майор[джерело?] Збройних сил України, учасник російсько-української війни.

## З життєпису
Брав участь у протистояннях за Тельманове 2014 року, 2015-го — на шахті Бутівка.
Станом на весну 2019 року — командир 3-ї десантно-штурмової роти 13-го окремого десантно-штурмового батальйону.

## Нагороди
За особисту мужність, сумлінне та бездоганне служіння Українському народові, зразкове виконання військового обов'язку відзначений — нагороджений
- орденом Богдана Хмельницького III ступеня (4.12.2015).